# Ludwigia nervosa
Ludwigia nervosa är en dunörtsväxtart som först beskrevs av Jean Louis Marie Poiret, och fick sitt nu gällande namn av Kanesuke Hara. Ludwigia nervosa ingår i släktet ludwigior, och familjen dunörtsväxter. Inga underarter finns listade i Catalogue of Life.